# Kim Lennhammer
Kim Lenhammer, född 31 juli 1990 i Stockholm, är en svensk ishockeyspelare som idag spelar för Huddinge IK. Han har tidigare spelat i Djurgården. Lennhammers moderklubb är Hanvikens SK